# Igreja Templária
A Igreja do Templo, uma peculiaridade real da Igreja da Inglaterra, é uma igreja na cidade de Londres localizada entre Fleet Street e o rio Tâmisa, construída pelos Cavaleiros Templários para sua sede inglesa no recinto do Templo. Foi consagrado em 10 de fevereiro de 1185 pelo Patriarca Heráclito de Jerusalém. Durante o reinado de D. João (1199–1216) serviu como tesouro real, apoiado pelo papel dos Cavaleiros Templários como banqueiros proto-internacionais. Agora é propriedade conjunta do Inner Temple e do Middle Temple Inns of Court, bases da profissão jurídica inglesa. É famosa por ser uma igreja redonda, uma característica de design comum para as igrejas dos Cavaleiros Templários, e por suas efígies de pedra dos séculos XIII e XIV. Foi fortemente danificado pelo bombardeio alemão durante a Segunda Guerra Mundial e, desde então, foi bastante restaurado e reconstruído.
A área ao redor da Igreja do Templo ainda é conhecida como o Templo. Temple Bar, um portal jurisdicional, ficava no meio da Fleet Street, na área de Temple. Perto está a estação de metrô Temple.